# Аддис-абебское соглашение
Аддис-абебское соглашение по проблеме Южного Судана (англ. The Addis Ababa Agreement on the Problem of South Sudan) — было подписано в 1972 году, положив конец Первой суданской гражданской войне. Договорённости, достигнутые между сторонами, были включены в конституцию Судана.

## Результаты
Аддис-абебское соглашение гарантировало автономию для южного региона страны (состоящего из трёх провинций), создание 12-тысячной армии, в которой было бы поровну северных и южных офицеров. Арабский язык был признан единственным официальным языком в Судане, а английский стал обладать статусом регионального языка на юге страны.

## Разрыв договора
Соглашение не смогло развеять напряженности в стране, за 10 лет мирной жизни сторонам так и не удалось научиться мирно сосуществовать в одном государстве. В 1983 году президент Судана Джафар Мухаммед Нимейри объявил о создании исламского государства, живущего по законам шариата, в том числе и для христиан на юге страны. Автономная область Южный Судан была упразднена 5 июня 1983 года, положив начало Второй суданской гражданской войне.